# Tabory (Swerdlowsk, Taborinski)
Tabory (russisch Таборы́) ist ein Dorf (selo) in der Oblast Swerdlowsk in Russland mit 1885 Einwohnern (Stand 14. Oktober 2010).

## Geographie
Der Ort liegt etwa 300 km Luftlinie nordöstlich des Oblastverwaltungszentrums Jekaterinburg im Westsibirischen Tiefland. Er befindet sich zwischen dem rechten Ufer der Tawda und ihrem rechten Zufluss Taborinka, der vier Kilometer südöstlich mündet.
Tabory ist Verwaltungszentrum des Rajons Taborinski sowie Sitz der Landgemeinde Taborinskoje selskoje posselenije. Zur Gemeinde gehören außerdem die Dörfer Antonowka (11 km westnordwestlich), Dobrino, Motschalka (beide 30 km südsüdwestlich), Firuli (13 km nordwestlich), Jemeljaschewka (24 km südwestlich), Kokscharowo (5 km südöstlich) und Toromka (22 km südwestlich), die alle weniger als 100 Einwohner haben.

## Geschichte
Der Ort wurde 1594 (nach anderen Angaben bereits 1583) zunächst als militärischer Stützpunkt während des russischen Vordringens nach Sibirien unter dem Fürsten und Woiwoden Pjotr Gortschakow gegründet, ebenso wie das weiter nördlich unweit der Mündung des Pelym in die Tawda gelegene Pelym. Zuvor befand sich in dem Gebiet ein mansisches Fürstentum.
Seit dem 12. November 1923 ist Tabory Verwaltungssitz eines nach ihm benannten Rajons.

### Bevölkerungsentwicklung
| Jahr | Einwohner |
| ---- | --------- |
| 1939 | 1508      |
| 1959 | 2165      |
| 1970 | 1867      |
| 1979 | 1931      |
| 1989 | 2107      |
| 2002 | 2096      |
| 2010 | 1885      |

Anmerkung: Volkszählungsdaten

## Verkehr
Tabory ist Endpunkt der Regionalstraße 65K-2704, die von der 70 km südöstlich gelegenen Stadt Tawda das rechte Ufer des Flusses Tawda aufwärts führt. In Tawda befindet sich auch die nächstgelegene Bahnstation an der Strecke Jekaterinburg – Ustje-Acha (Meschduretschenski). Die über 200 km lange Regionalstraße 65K-1003 von Tabory die Tawda weiter aufwärts bis ins nordwestlich benachbarte Rajonzentrum Gari wird gegenwärtig für ganzjährige Befahrbarkeit ausgebaut und zum Teil neu trassiert (Stand 2014).
Ein kleiner Flugplatz am westlichen Ortsrand (ICAO-Code USTW) ist seit den 1990er-Jahren außer Betrieb.